# Karch-e Sofla
Karch-e Sofla oder Kartsch-e Sofla (persisch كرچ سفلى Kartsch-e Soflā, DMG Karč-e soflā) ist ein Dorf im Dehestan Naghan, im Bachsch Naghan, Schahrestan Kiar, Tschahār Mahāl und Bachtiyāri, Iran.
Beim Zensus 2006 wurde die Existenz festgestellt, aber keine Bevölkerungszahl ermittelt.